# Persone di nome Remo
| Questa pagina contiene informazioni ricavate automaticamente dalle voci biografiche con l'ausilio del template Bio e di un bot. L'aggiornamento è periodico e automatico e ricostruisce completamente la pagina. Se manca una persona in questa lista, sei pregato di non aggiungerla, ma accertati piuttosto che la sua voce biografica contenga il template Bio e che i dati anagrafici siano correttamente compilati. Se il template Bio manca, inseriscilo tu stesso o, in alternativa, metti l'avviso {{tmp\|Bio}} che ne segnala la mancanza. Se i dati riportati sono sbagliati, correggi direttamente la voce biografica; le modifiche saranno visibili in questa lista entro pochi giorni. Per chiarimenti vedi il progetto antroponimi. La lista contiene solo le 98 persone che sono citate nell'enciclopedia e per le quali è stato implementato correttamente il template Bio. Pagina aggiornata al 22 giu 2025. |

Questa è una lista di persone presenti nell'enciclopedia che hanno il nome Remo, suddivise per attività principale.

## Allenatori di calcio(2)
- Remo Galli, allenatore di calcio e calciatore italiano (Bagni di Montecatini, n. 1912 - Pescia, † 1993)
- Remo Pullica, allenatore di calcio e calciatore italiano (Carpi, n. 1938 - † 2020)

## Artisti(1)
- Remo Scuriatti, artista, fotografo e pittore italiano (San Severino Marche, n. 1900 - San Severino Marche, † 1972)

## Attori(4)
- Remo Capitani, attore e stuntman italiano (Roma, n. 1927 - Roma, † 2014)
- Remo Girone, attore italiano (Asmara, n. 1948)
- Remo Masini, attore italiano (Rufina, n. 1943)
- Remo Remotti, attore italiano (Roma, n. 1924 - Roma, † 2015)

## Autori di giochi(1)
- Remo Chiosso, autore di giochi italiano (Torino, n. 1947 - Torino, † 2007)

## Aviatori(1)
- Remo Cadringher, aviatore e militare italiano (Bianzone, n. 1902)

## Avvocati(1)
- Remo Jona, avvocato e superstite dell'Olocausto italiano (Asti, n. 1900 - Lanzo Torinese, † 1954)

## Bobbisti(2)
- Remo Airoldi, bobbista italiano (Smirne, n. 1921)
- Remo Mosa, bobbista italiano (Gadesco-Pieve Delmona, n. 1930 - † 1995)

## Calciatori(13)
- Remo Arnold, calciatore svizzero (Schlierbach, n. 1997)
- Remo Barbiani, ex calciatore italiano (Moimacco, n. 1941)
- Remo Bicchierai, calciatore italiano (Firenze, n. 1938 - Firenze, † 2018)
- Remo Cossio, calciatore italiano (Udine, n. 1913 - Sesto San Giovanni, † 1988)
- Remo Costa, calciatore italiano (Imola, n. 1914 - † 2003)
- Remo Freuler, calciatore svizzero (Ennenda, n. 1992)
- Remo Lancioni, ex calciatore e allenatore di calcio italiano (Volterra, n. 1931)
- Remo Mally, ex calciatore austriaco (Wagna, n. 1991)
- Remo Morelli, ex calciatore e medico italiano (Nerviano, n. 1936)
- Remo Pennati, calciatore italiano (Calcinato, n. 1939 - Brescia, † 2015)
- Remo Staubli, ex calciatore svizzero (New York, n. 1988)
- Remo Versaldi, calciatore italiano (Novara, n. 1910 - Novara, † 1991)
- Remo Vigni, calciatore italiano (Brescia, n. 1938 - Villanuova sul Clisi, † 2019)

## Cantanti(3)
- Remo Forrer, cantante svizzero (Hemberg, n. 2001)
- Remo Germani, cantante italiano (Milano, n. 1938 - Vigevano, † 2010)
- Remo Zito, cantante, musicista e compositore italiano (Ancona, n. 1960)

## Cestisti(2)
- Remo Maggetti, cestista italiano (Roseto degli Abruzzi, n. 1937 - Teramo, † 2003)
- Remo Piana, cestista italiano (Roma, n. 1908 - Unione Sovietica, † 1943)

## Ciclisti su strada(3)
- Remo Bertoni, ciclista su strada italiano (Giubiano, n. 1909 - Milano, † 1973)
- Remo Cerasa, ciclista su strada italiano (Morro Reatino, n. 1911 - Morro Reatino, † 2003)
- Remo Pianezzi, ciclista su strada svizzero (Bracciano, n. 1927 - † 2015)

## Compositori(1)
- Remo Anzovino, compositore e musicista italiano (Pordenone, n. 1976)

## Coreografi(1)
- Remo D'Souza, coreografo, regista e attore indiano (Bangalore, n. 1974)

## Critici letterari(1)
- Remo Ceserani, critico letterario italiano (Soresina, n. 1933 - Viareggio, † 2016)

## Dirigenti d'azienda(1)
- Remo Ranieri, dirigente d'azienda italiano (Fontanellato, n. 1894 - Fidenza, † 1967)

## Dirigenti sportivi(2)
- Remo Breda, dirigente sportivo e attivista italiano (Villorba, n. 1956)
- Remo Vigorelli, dirigente sportivo italiano (Milano, n. 1898 - Milano, † 1974)

## Fantini(1)
- Remo Antonetti, fantino italiano (Roma, n. 1923 - Taranto, † 1999)

## Filosofi(2)
- Remo Bodei, filosofo italiano (Cagliari, n. 1938 - Pisa, † 2019)
- Remo Cantoni, filosofo italiano (Milano, n. 1914 - Milano, † 1978)

## Fisici(1)
- Remo Ruffini, fisico italiano (Briga Marittima, n. 1942)

## Fondisti(1)
- Remo Fischer, ex fondista svizzero (Bäretswil, n. 1981)

## Generali(1)
- Remo Gambelli, generale italiano (Bologna, n. 1880 - Montevirginio, † 1976)

## Giornalisti(2)
- Remo Lugli, giornalista e scrittore italiano (Rolo, n. 1920 - Torino, † 2014)
- Remo Musumeci, giornalista e scrittore italiano (Sanremo, n. 1937 - Milano, † 2015)

## Giuristi(2)
- Remo Franceschelli, giurista e avvocato italiano (Pizzale, n. 1910 - Milano, † 1992)
- Remo Pannain, giurista italiano (Roma, n. 1901 - Roma, † 1967)

## Imprenditori(1)
- Remo Ruffini, imprenditore italiano (Como, n. 1961)

## Incisori(2)
- Remo Branca, incisore italiano (Sassari, n. 1897 - Roma, † 1988)
- Remo Wolf, incisore italiano (Trento, n. 1912 - Trento, † 2009)

## Ingegneri(1)
- Remo Calzona, ingegnere italiano (Catanzaro, n. 1939)

## Matematici(1)
- Remo Cacciafesta, matematico italiano (Roma, n. 1913)

## Medici(1)
- Remo Teglia, medico e scrittore italiano (Altopascio, n. 1913 - Altopascio, † 1975)

## Militari(2)
- Remo Schenoni, militare italiano (Torino, n. 1913 - Col Du Mont, † 1940)
- Remo Viola, militare italiano (Roma, n. 1910 - Africa Settentrionale Italiana, † 1941)

## Musicologi(1)
- Remo Giazotto, musicologo, compositore e biografo italiano (Roma, n. 1910 - Pisa, † 1998)

## Pallanuotisti(1)
- Remo Forlivesi, pallanuotista, nuotatore e calciatore italiano (Roma, n. 1888 - Roma, † 1944)

## Partigiani(2)
- Remo Peroncelli, partigiano e calciatore italiano (San Giorgio Piacentino, n. 1919 - Foligno, † 2008)
- Remo Polizzi, partigiano e sindacalista italiano (Fontanellato, n. 1909 - Parma, † 1977)

## Pattinatori di velocità su ghiaccio(1)
- Remo Tomasi, pattinatore di velocità su ghiaccio e arbitro di hockey su ghiaccio italiano (Trento, n. 1932 - Bolzano, † 2013)

## Piloti motociclistici(1)
- Remo Venturi, ex pilota motociclistico italiano (Spoleto, n. 1927)

## Pittori(6)
- Remo Bianco, pittore e scultore italiano (Milano, n. 1922 - Milano, † 1988)
- Remo Brindisi, pittore italiano (Roma, n. 1918 - Lido di Spina, † 1996)
- Remo Fabbri, pittore italiano (Pieve di Cento, n. 1890 - Pieve di Cento, † 1977)
- Remo Gaibazzi, pittore italiano (Stagno di Roccabianca, n. 1915 - Parma, † 1994)
- Remo Squillantini, pittore italiano (Stia, n. 1920 - Firenze, † 1996)
- Remo Taccani, pittore italiano (Milano, n. 1891 - Milano, † 1973)

## Poeti(1)
- Remo Pagnanelli, poeta e critico letterario italiano (Macerata, n. 1955 - Macerata, † 1987)

## Politici(10)
- Remo Albertini, politico italiano (Borgo Sacco, n. 1920 - Rovereto, † 2005)
- Remo Andreoli, politico italiano (Vigasio, n. 1947)
- Remo Di Giandomenico, politico italiano (Carunchio, n. 1944)
- Remo Gaspari, politico italiano (Gissi, n. 1921 - Gissi, † 2011)
- Remo Salati, politico italiano (Guastalla, n. 1921 - † 2001)
- Remo Sammartino, politico e avvocato italiano (Agnone, n. 1913 - Agnone, † 2006)
- Remo Scappini, politico e antifascista italiano (Empoli, n. 1908 - Empoli, † 1994)
- Remo Segnana, politico italiano (Borgo Valsugana, n. 1925 - Trento, † 2018)
- Remo Sernagiotto, politico italiano (Montebelluna, n. 1955 - Treviso, † 2020)
- Remo Vigorelli, politico, banchiere e dirigente d'azienda italiano (Milano, n. 1893 - Milano, † 1977)

## Presbiteri(1)
- Remo Prandini, presbitero e missionario italiano (Lodrino, n. 1942 - Hardeman, † 1986)

## Pugili(1)
- Remo Golfarini, ex pugile italiano (Livorno, n. 1941)

## Religiosi(1)
- Remo Bracchi, religioso, poeta e glottologo italiano (Piatta di Valdisotto, n. 1943 - Roma, † 2019)

## Saltatori con gli sci(2)
- Remo Imhof, saltatore con gli sci svizzero (n. 2003)
- Remo Lederer, ex saltatore con gli sci tedesco (Rodewisch, n. 1968)

## Scacchisti(1)
- Remo Calapso, scacchista italiano (Palermo, n. 1905 - Roma, † 1975)

## Scrittori(5)
- Remo Bassetti, scrittore e saggista italiano (Napoli, n. 1961)
- Remo Bassini, scrittore e giornalista italiano (Cortona, n. 1956)
- Remo Chiti, scrittore, giornalista e drammaturgo italiano (Staggia Senese, n. 1891 - Roma, † 1971)
- Remo Fedi, scrittore, crittanalista e antifascista italiano (Sesto Fiorentino, n. 1888)
- Remo Rapino, scrittore italiano (Casalanguida, n. 1951)

## Scultori(2)
- Remo Riva, scultore italiano (Cuorgnè, n. 1909 - Milano, † 1974)
- Remo Rossi, scultore svizzero (Locarno, n. 1909 - Berna, † 1982)

## Storici(1)
- Remo Cacitti, storico e filantropo italiano (Tolmezzo, n. 1948 - Milano, † 2023)

## Ultramaratoneti(1)
- Remo Facchinetti, ultramaratoneta italiano (Costa Volpino, n. 1952)

## Senza attività specificata(3)
- Remo Berselli, grafico, illustratore e fumettista italiano (San Pietro in Casale, n. 1925 - Milano, † 2004)
- Remo, romano (Alba Longa, n. 771 a.C. - Roma antica, † 753 a.C.)
- Remo Ugolinelli, tecnico del suono italiano (Camerino, n. 1943)